# Scopula juruana
Scopula juruana là một loài bướm đêm trong họ Geometridae.